# Массонов (река)
Массо́нов (Масонов) — река в Красноярском крае России. Впадает в реку Новая в 156 км от её устья, с левого берега. Длина 131 км, водосборный бассейн 2450 км².

## Притоки
Притоки, по расстоянию от устья к истоку:
- 33 км — река без названия (лв)
- 36 км — река без названия (лв)
- 43 км — Рассоха-Кокора (лв)
- 54 км — река без названия (лв)
- 55 км — река без названия (лв)
- 58 км — Баты-Сала (лв)
- 68 км — Рассоха-Андада (лв)
- 78 км — Гаврил-Рассоха (пр)
- 81 км — Рассоха-Нельмалях (пр)
- 107 км — река без названия (пр)

## Данные водного реестра
По данным государственного водного реестра России, река Массонов относится к Енисейскому бассейновому округу, речной бассейн — Хатанга, речной подбассейн — Хатанга от слияния Хеты и Котуя до устья, водохозяйственный участок — Хатанга от истока до устья без реки Попигай. Код водного объекта — 17040400112117600029046.